# پادشاه جابی
پادشاه جابی (۴۵۸ میلادی تا ۴۷۹ میلادی) - (هانگول: 자비 마립간) - (هانجا: 慈悲麻立干) او بیستمین پادشاه شیلا یکی از سه امپراتوری کُره بود.
هنگامی که جانگسو امپراتور گوگوریو در سال ۴۷۵ به بکجه حمله کرد، شاه گائرو از بکجه ولیعهد مونجو را برای درخواست کمک فرستاد.
این واقعه در سال ۴۷۴ در کتاب شیلا ثبت شده‌است.
شاه جابی پس از حدود ۲۱ سال سلطنت در ۱۲ مارس سال ۴۷۹ درگذشت.